# Chebský hrázděný dům

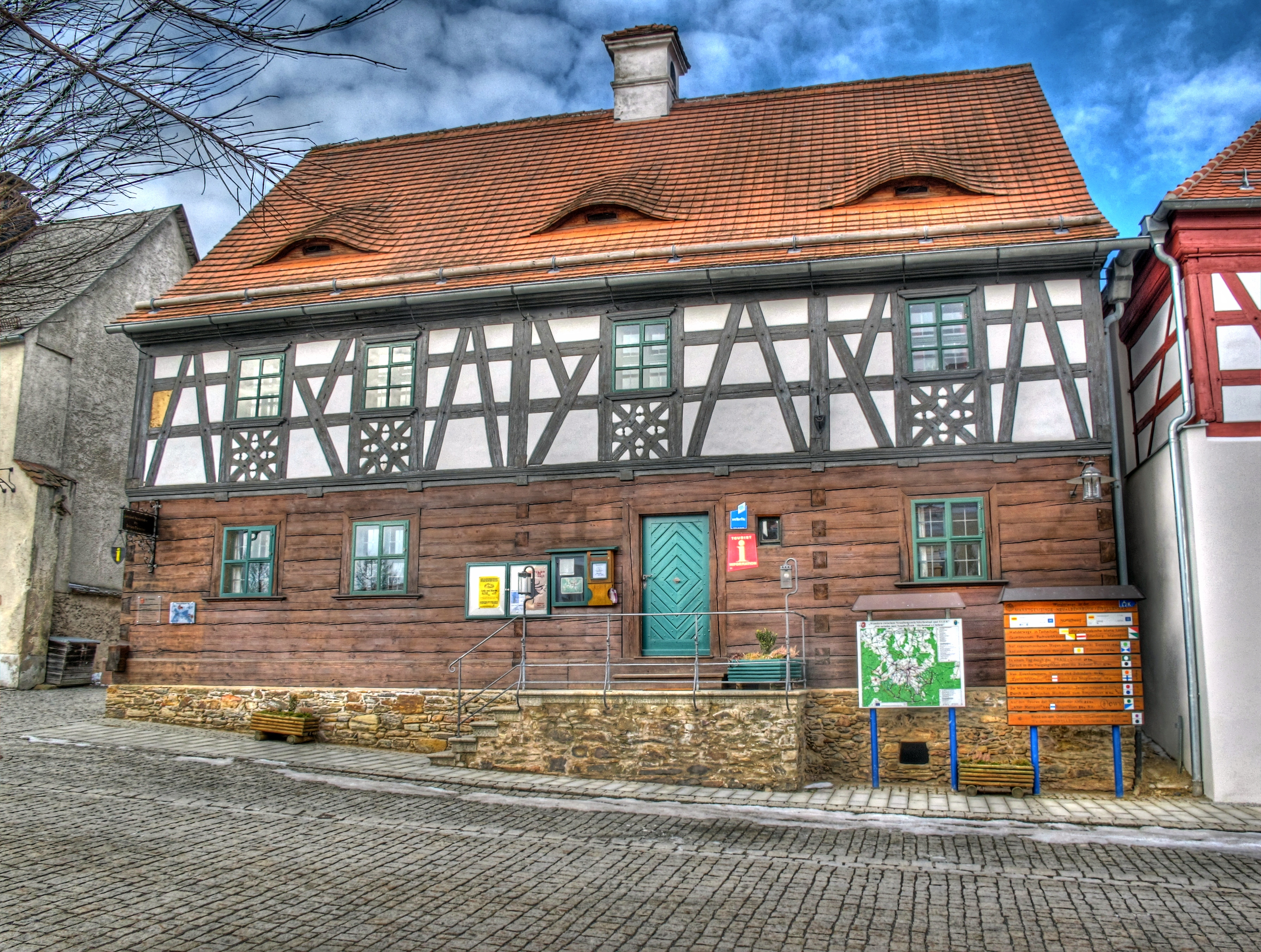
Hrázděný dům v Bad Neualbenreuthu

Hrázděný dům chebského typu (německy Egerländer Fachwerkhaus) je typ hrázděného domu rozšířený v někdejším regionu Chebsko (něm. Egerland), v dnešním českém okrese Cheb a německém zemském okrese Tirschenreuth.

## Rozšíření
Tento typ staveb je rozšířený zejména německém městě Bad Neualbenreuth a okolních obcích Motzersreuth, Schachten, Ottengrün, Ernestgrün, Altmugl, Maiersreuth, Hatzenreuth, Querenbach, Egerteich, Mähring a dalších v okolí státní hranice. 
Některé z těchto hrázděných domů se dochovaly také na české straně v okolí města Chebu. Zvláště krásné stavby se nacházejí v české vesničce Doubrava (Lipová). 
Je pravděpodobně, že tyto hrázděné stavby na obou stranách bavorsko-české hranice vytvořili tíž tesaři. Obyvatelstvo v okolí městečka Bad Neualbenreuth mělo historicky vždy úzké vazby na Chebsko, což bylo mj. dáno jurisdikcí od 16. do 19. století, kdy se výběr daní a práva každoročně střídaly mezi klášterem Valdsasy a městem Cheb.

## Charakteristika
Hrázděné roubení v této oblasti se vyznačuje osobitým, bohatým diamantovým vzorem, který mezi trámy ponechává jen málo místa pro zdivo. Zatímco ve franckém hrázděni bývá celá stavba hrázděná nebo je hrázděný štít umístěn na zděném přízemí, byla spodní stavba u chebských hrázděných staveb obvykle plně roubená.

## Galerie

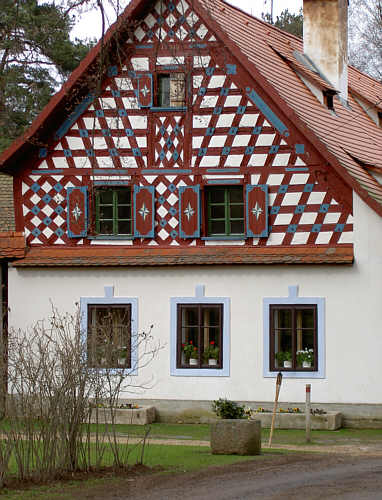
Hrázděný dům v Doubravě (Taubrath)
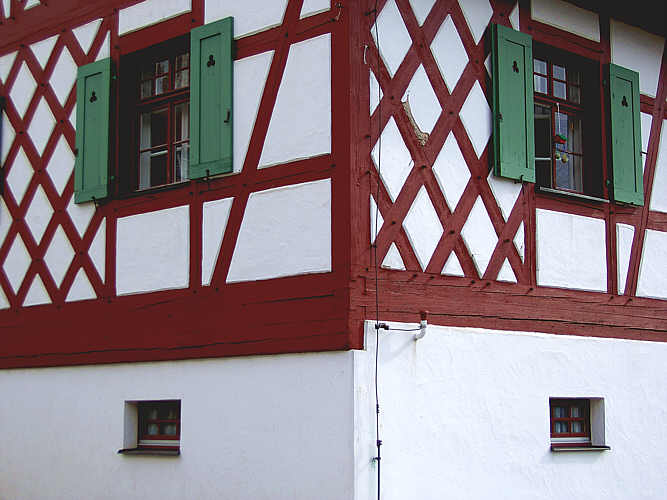
Hrázděný dům v Bad Neualbenreuth
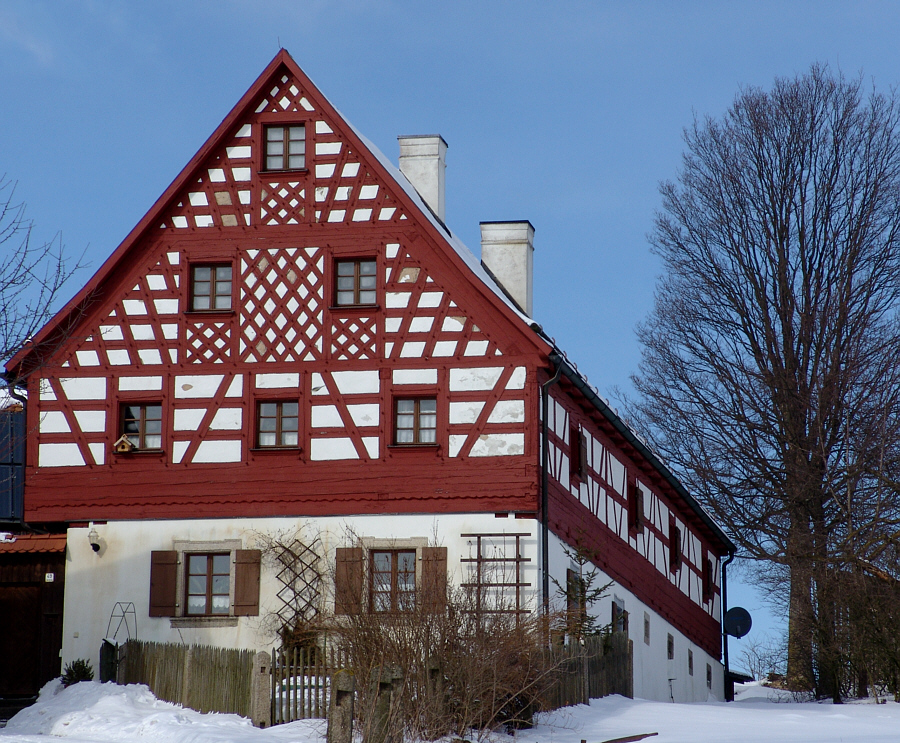
Hrázděný dům chebského typu v Bad Neualbenreuth
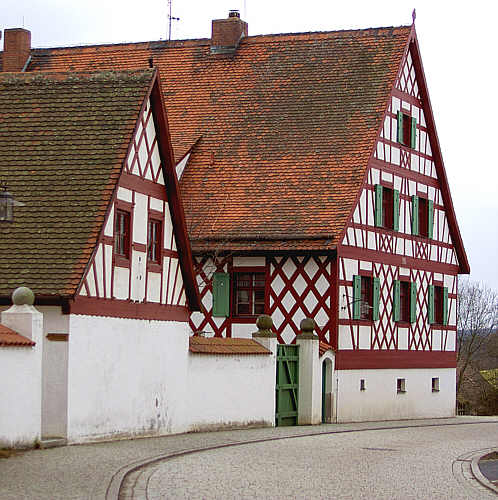
Hrázděný dům v Bad Neualbenreuth
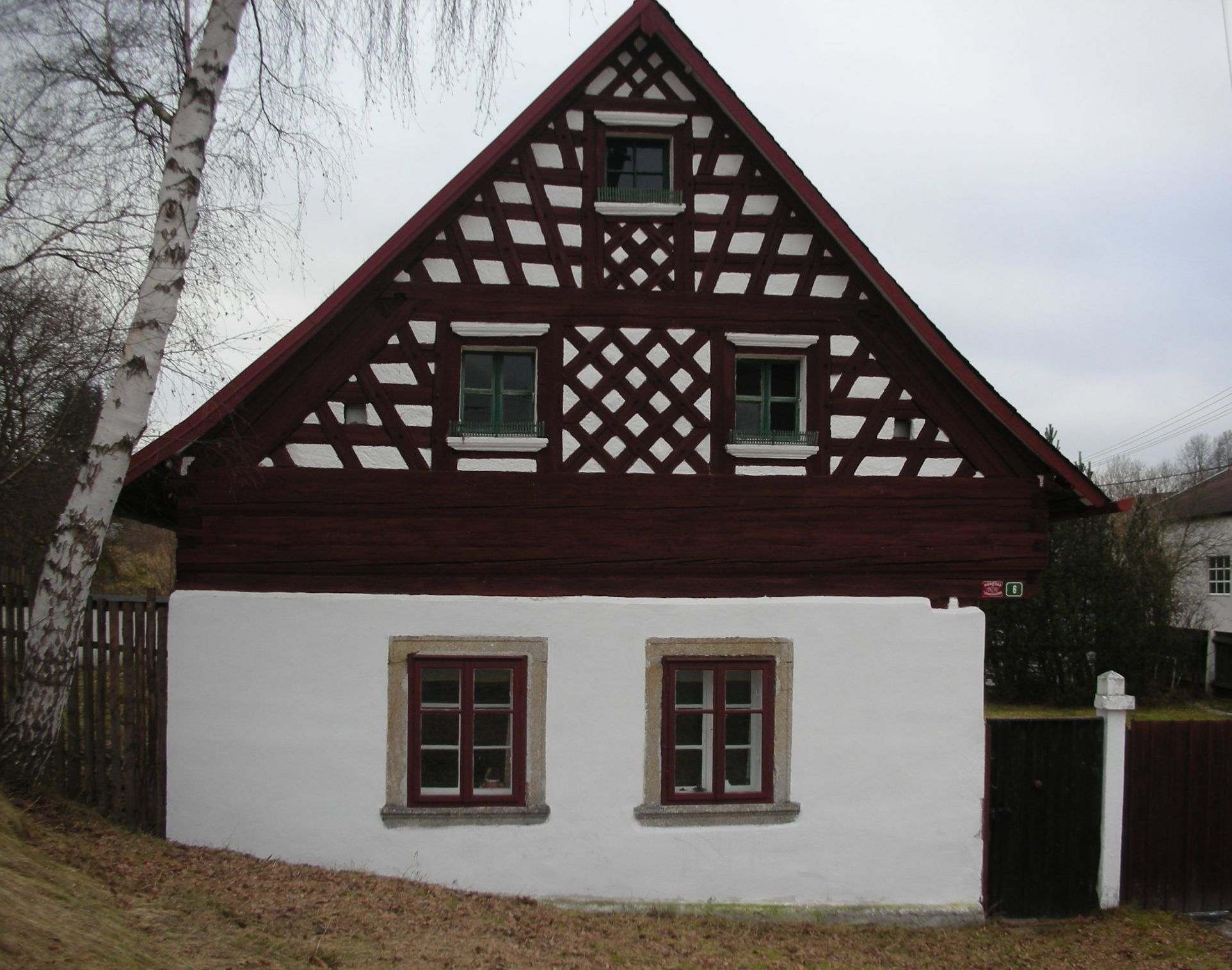
Hrázděný štít ve Skalné (Wildstein)
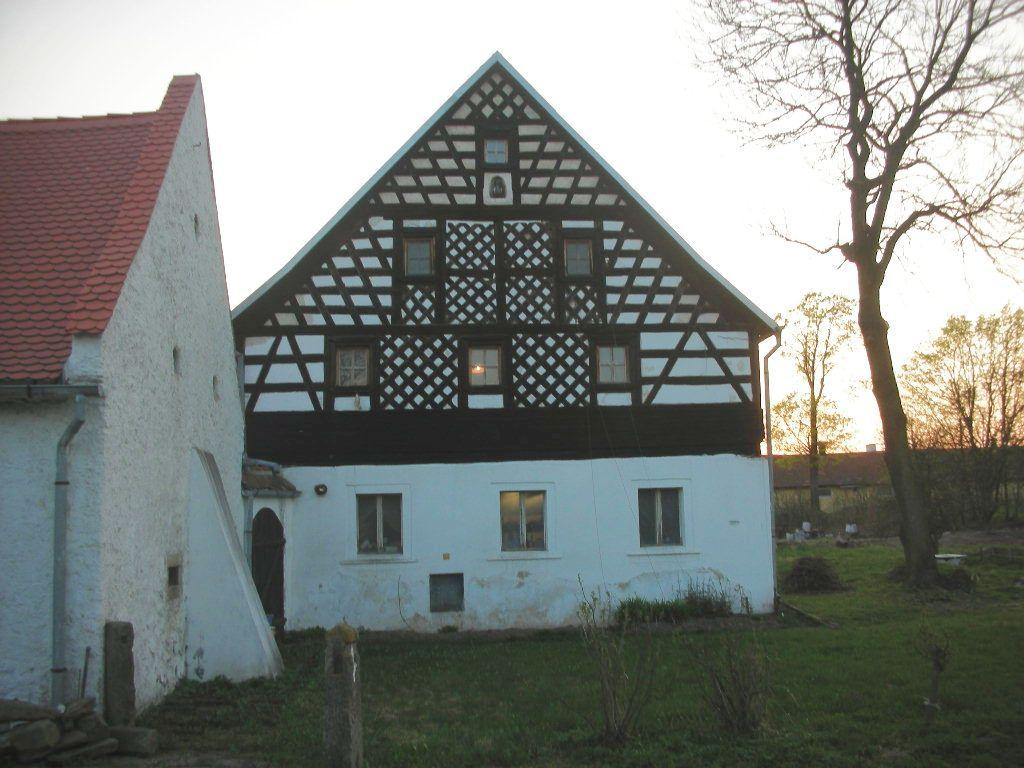
Hrázděný dům vNovém Drahově (u rašeliniště Soos)
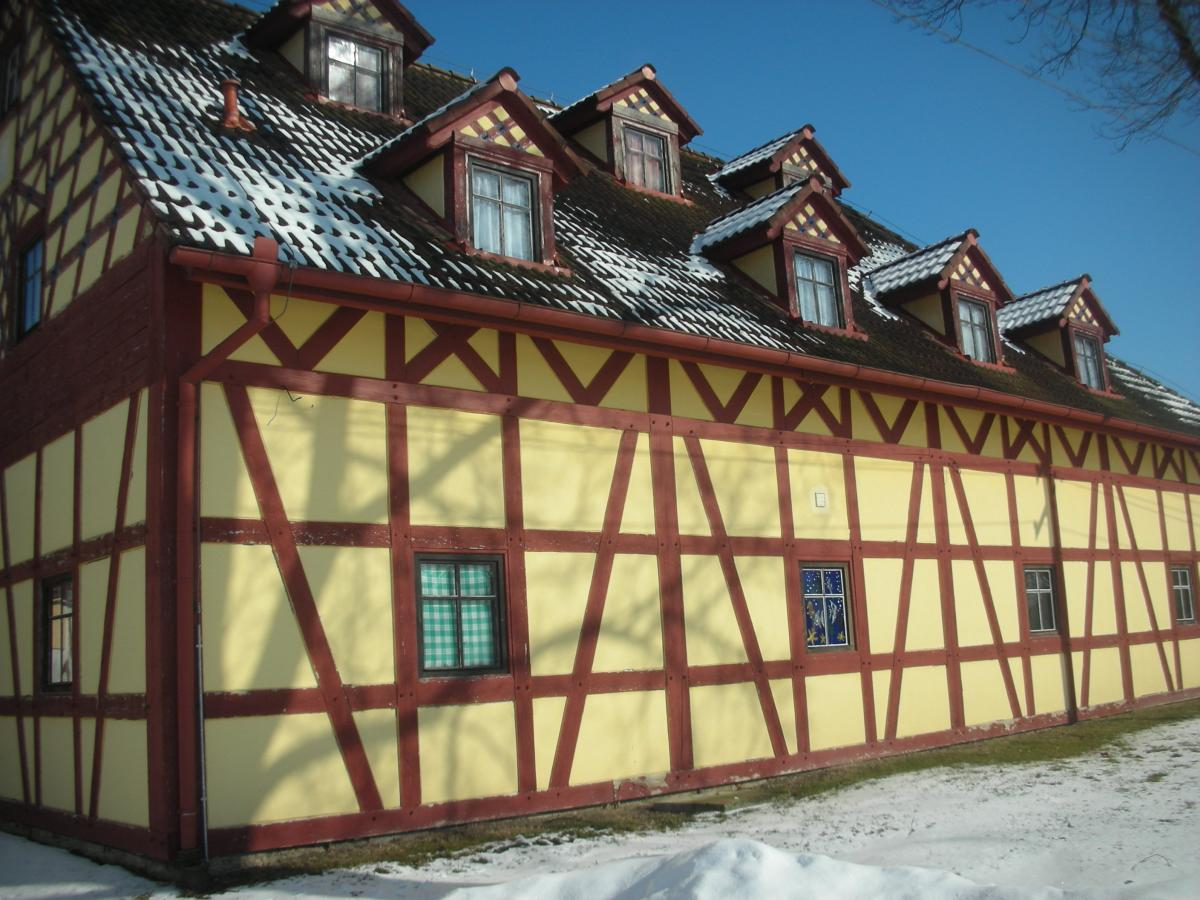
Hrázděný dům v Novém Drahově
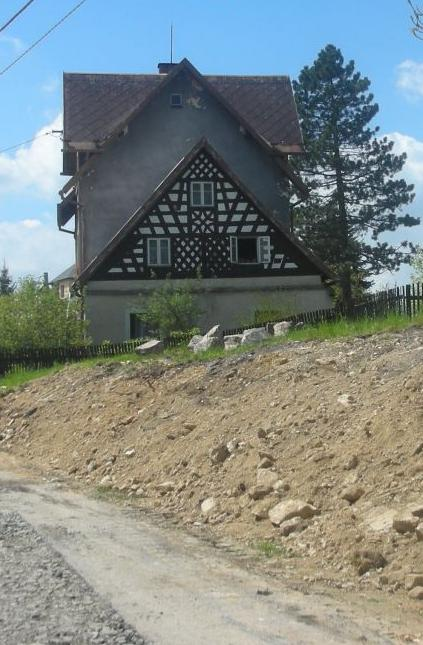
Štít v Plesné
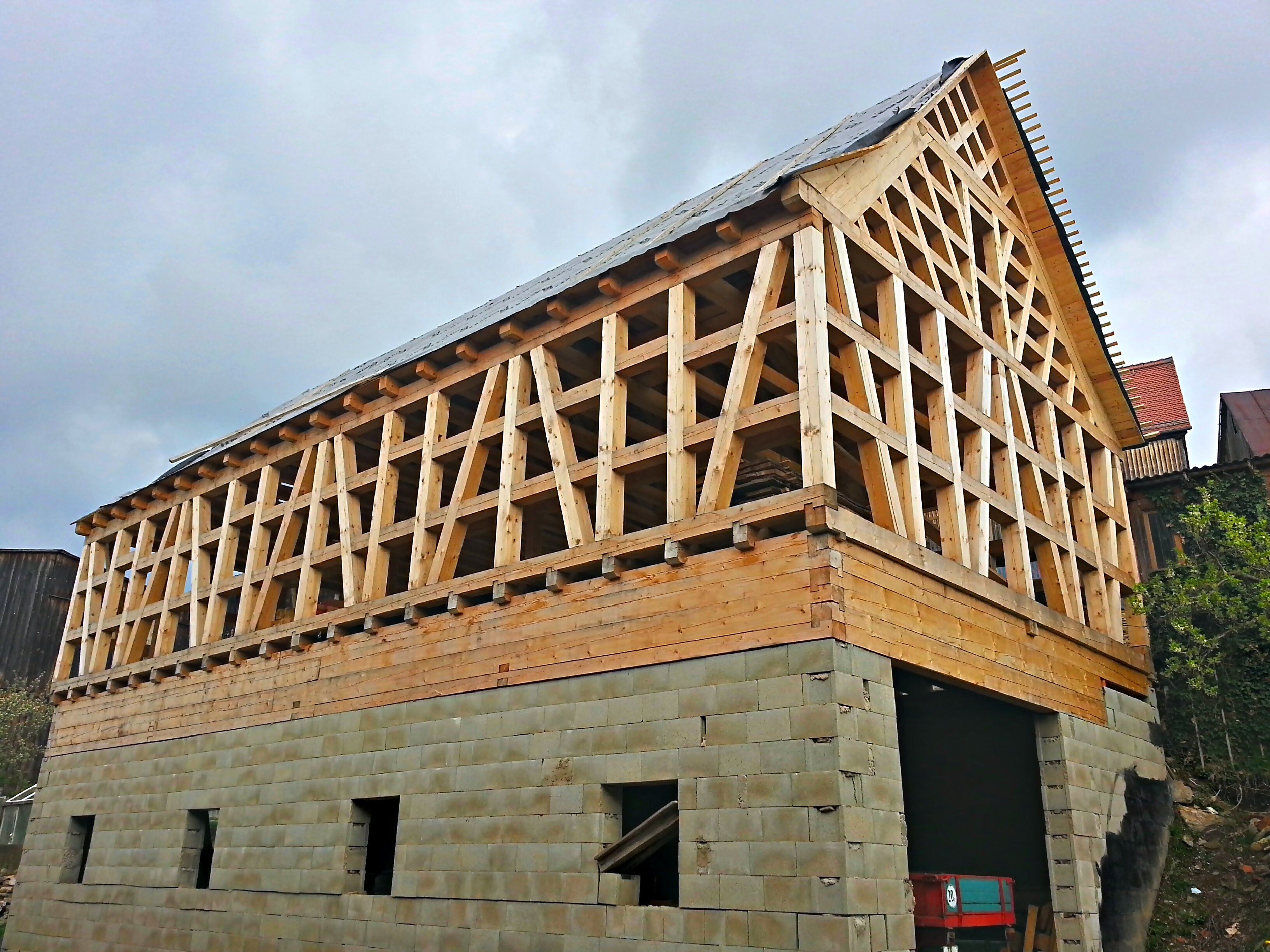
Hrubá stavba hrázděného domu chebského typu v Neualbenreuthu, okres Tirschenreuth